# Jälltjärnen (Offerdals socken, Jämtland, 705157-141320)
Jälltjärnen är en sjö i Krokoms kommun i Jämtland och ingår i Indalsälvens huvudavrinningsområde. Sjön har en area på 0,65 kvadratkilometer och ligger 383 meter över havet. Sjön avvattnas av vattendraget Jälltjärnbäcken.

## Delavrinningsområde
Jälltjärnen ingår i det delavrinningsområde (704978-141265) som SMHI kallar för Utloppet av Jälltjärnen. Medelhöjden är 444 meter över havet och ytan är 12,06 kvadratkilometer. Det finns inga avrinningsområden uppströms utan avrinningsområdet är högsta punkten. Jälltjärnbäcken som avvattnar avrinningsområdet har biflödesordning 3, vilket innebär att vattnet flödar genom totalt 3 vattendrag innan det når havet efter 252 kilometer. Avrinningsområdet består mestadels av skog (85 procent). Avrinningsområdet har 0,65 kvadratkilometer vattenytor vilket ger det en sjöprocent på 5,4 procent.